# 강화 전등사 대웅보전 수미단
강화 전등사 대웅보전 수미단(江華 傳燈寺 大雄寶殿 須彌壇)은 인천광역시 강화군 전등사에 있는 조선시대의 수미단이다. 2002년 12월 23일 인천광역시의 유형문화재 제48호로 지정되었다.

## 개요
수미단은 불상을 안치한 일종의 대좌와 같은 형식으로 대웅전 내의 천개와 더불어 장엄한 불교세계를 아름답게 묘사한 것이다. 전등사 수미단은 가로 480cm, 세로 118cm, 폭 200cm로 17세기에 제작된 것으로 추정된다. 맨 하단 받침부 몰딩 사이에 불법(佛法) 수호신격인 도깨비와 같은 문양이 익살스럽게 조각되어 있고, 중간부분 장판에는 꽃·나무·새·당초문·보상화문·상상의 동물 등이 화려하게 투각되어 있는 등 문화재적 가치가 크다. 

## 참고 자료
- 전등사 대웅보전 수미단 - 국가유산청 국가유산포털